# Albret András vianai herceg
Albret András vagy András Phoebus (Pamplona, 1501. október 14. – Sangüesa, 1503. április 17.), franciául: André Phoebus/Phébus/Fébus d'Albret de Navarre, spanyolul: Andrés Febo de Albret de Navarra, baszkul: Ander Febus Labritekoa/Albretekoa/Nafarroakoa, okcitánul: Andreu Fèbus de Labrit, infant de Navarra, katalánul: Andreu Febus de Navarra, latinul: Andreas Phoebus Albretanae/Navarrae, navarrai királyi herceg (infáns), a Navarrai Királyság trónörököse, Viana hercege. Ifjabb Albret Izabella bátyja, III. Johanna navarrai királynő nagybátyja és IV. Henrik francia király nagynagybátyja, valamint idősebb Albret Izabella candale-i grófné, Cesare Borgia és Candale-i Anna magyar királyné unokaöccse. Az Albret-ház tagja.

## Élete

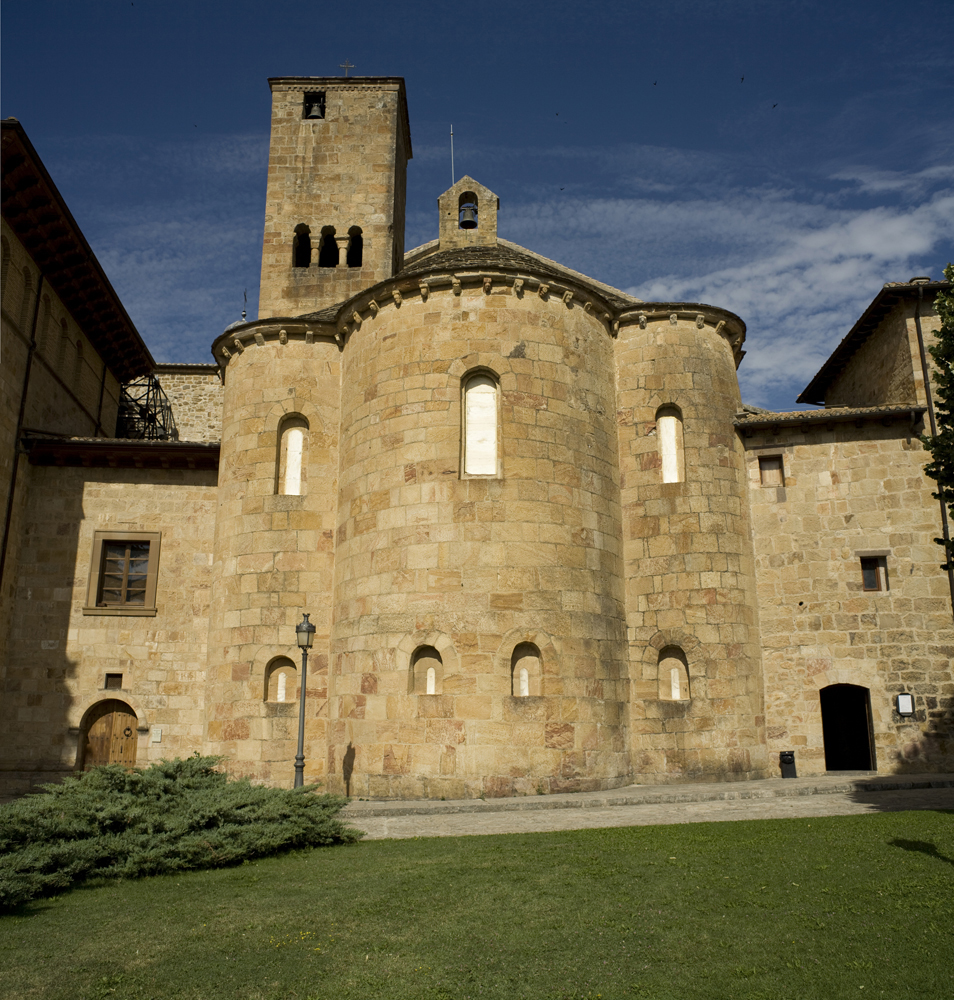
Lwyre-kolostor

1501. október 14-én csütörtökön született Pamplonában, és mint élő elsőszülött fiú rögtön Navarra trónörököse lett kitúrva legidősebb nővérét, Annát, és elnyerte a Viana hercege címet.
III. (Albret) János navarrai király iure uxoris (a felesége jogán) és I. (Foix) Katalin navarrai királynő suo iure (a saját jogán) harmadik, de a születésekor elsőszülött fia, valamint a későbbi II. Henrik navarrai király bátyja volt, de nyolc nappal az öccse születése előtt, 1503. április 17-én hétfőn másfél évesen meghalt Sangüesában, ezért erre a bő egy hétre újra a legidősebb nővére, Anna lett Navarra trónörököse, amikor is 1503. április 25-én kedden meg nem született az új fiúörökös, Henrik, aki anyjuk halála (1517) után Navarra királya lett.
A földi maradványait a navarrai Leyre-kolostorban a navarrai királyok panteonjában helyezték örök nyugalomra, ahova később a szintén kisgyermekként elhunyt öccsét, Márton Phoebust is temették.